# Берутув
Берутув (пол. Bierutów, нім. Bernstadt) — місто в південно-західній Польщі, на річці Відава.
Належить до Олесницького повіту Нижньосілезького воєводства.

## Демографія
Демографічна структура станом на 31 березня 2011 року:
|          | Загалом | Допрацездатний вік | Працездатний вік | Постпрацездатний вік |
| -------- | ------- | ------------------ | ---------------- | -------------------- |
| Чоловіки | 2455    | 432                | 1829             | 194                  |
| Жінки    | 2629    | 443                | 1629             | 557                  |
| Разом    | 5084    | 875                | 3458             | 751                  |